# 2021 RR205
2021 RR205 — астероид пояса Койпера, экстремальный транснептуновый объект. Это один из самых маленьких астероидов пояса Койпера. Его открыли 5 сентября 2021 года на расстоянии 60 а.е. от Солнца, поэтому в его обозначении есть цифра 2021 — от года открытия этого астероида. Он вращающается вокруг Солнца далеко за орбитой Нептуна (30  а.е.), имея большую полуось ~ 1000 а.е. Перигелий — 55,5 а.е., афелий — 1926 астрономических единиц.
Он был обнаружен на архивных снимках 2017 года.